# Чусовской (Пермский край)
Чусовской — опустевший посёлок в составе Чердынского городского округа.

## Географическое положение
Посёлок расположен примерно в 80 километрах на север от центра городского округа города Чердынь на берегу реки Вишерки, притока Колвы.

## Климат
Климат умеренно континентальный. Зима продолжительная, холодная; лето умеренное, короткое, с обилием солнечного света, в весенне-летний период возможны возвраты холодов, связанные с вторжением холодного арктического воздуха, нередко похолодания сопровождаются обильным выпадением снега. В январе среднемесячная температура воздуха составляет −16,4 °C. В июле среднемесячная температура воздуха 16,8 °C. Продолжительность безморозного периода 109 дней. Среднегодовое количество осадков составляет 605 мм, при этом треть годовой суммы приходится на период с апреля по октябрь. Устойчивый снежный покров образуется в конце октября и разрушается в конце апреля. Среднегодовая высота снежного покрова достигает 77 см.

## История
В 1938 году образовалось Ныробское лагерное отделение в составе Усольского исправительно-трудового лагеря НКВД СССР. В этот же период, предположительно, были основаны отдельные «командировки» в зонах заготовки леса. Впервые посёлок упоминается в 1953 года как лагпункт Головная. В 1968 г упоминается уже как лагерный пункт № 1 «Головной» Ныробского исправительно-трудового лагеря, который потом переименован в исправительно-трудовую колонию № 19. В последние годы существования посёлка в нём размещалась колония-поселение ВК 240/24, закрытое в 2008 г.
Рядом с посёлком вблизи Чусовского озера 23 марта 1971 года был произведён подрыв трёх ядерных зарядов согласно плану проекта «Тайга», направленного на исследование возможности создания каналов по маршруту Печора-Кама в рамках переброски части стока северных и сибирских рек. Результаты проекта не оставили надежд на возможность «ядерной» технологии постройки каналов. Уровень радиационного загрязнения в районе был исследован в 2009 году.

## Население
В 2002 году был учтён 431 постоянный житель, 85 % русские, 3 человека учтено в 2010, 0 в 2016.